# Nazionale femminile di rugby a 7 della Tunisia
La nazionale di rugby a 7 femminile della Tunisia è la selezione femminile che rappresenta la Tunisia a livello internazionale nel rugby a 7.
La Tunisia non partecipa regolarmente a tutti i tornei delle World Rugby Sevens Series femminili, ma vanta una presenza alla Coppa del Mondo 2013 dove ha raggiunto i quarti di finale del Bowl.

## Partecipazioni ai principali tornei internazionali
- 2009: n.p.
- 2013: quarti di finale Bowl
- 2018: n.p.